# Simhopp vid olympiska sommarspelen 1996
Simhopp vid olympiska sommarspelen 1996 lockade 121 hoppare från 40 länder. Det var vid Georgia Tech Aquatic Center som man hoppade, mellan 26 juli och 2 augusti 1996.

## Medaljsummering

### Herrar
| Gren                            | Guld                    | Silver              | Brons              |
| 3 -meterssvikt Detaljer...      | Xiong Ni Kina           | Yu Zhuocheng Kina   | Mark Lenzi USA     |
| 10 meters höga hopp Detaljer... | Dmitrij Sautin Ryssland | Jan Hempel Tyskland | Xiao Hailiang Kina |

### Damer
| Gren                            | Guld            | Silver                 | Brons                  |
| 3 -meterssvikt Detaljer...      | Fu Mingxia Kina | Irina Lasjko Ryssland  | Annie Pelletier Kanada |
| 10 meters höga hopp Detaljer... | Fu Mingxia Kina | Annika Walter Tyskland | Mary Ellen Clark USA   |

## Medaljligan
| Pl. | Nation   | Guld | Silver | Brons | Totalt |
| --- | -------- | ---- | ------ | ----- | ------ |
| 1   | Kina     | 3    | 1      | 1     | 5      |
| 2   | Ryssland | 1    | 1      | 0     | 2      |
| 3   | Tyskland | 0    | 2      | 0     | 2      |
| 4   | USA      | 0    | 0      | 2     | 2      |
| 5   | Kanada   | 0    | 0      | 1     | 1      |

## Deltagande nationer
Följande länder deltog.
| - Armenien (2) - Australien (7) - Österrike (2) - Azerbajdzjan (1) - Belarus (5) - Bolivia (1) - Bulgarien (1) - Kanada (6) - Kina (7) - Kinesiska Taipei (2) | - Costa Rica (1) - Frankrike (1) - Georgien (2) - Tyskland (7) - Storbritannien (5) - Grekland (1) - Hongkong (1) - Ungern (2) - Italien (2) - Japan (3) | - Kazakstan (5) - Kuwait (2) - Mexiko (5) - Nordkorea (3) - Puerto Rico (2) - Rumänien (3) - Ryssland (7) - Sydkorea (4) - Spanien (5) - Sri Lanka (1) | - Sverige (3) - Schweiz (1) - Tadzjikistan (2) - Thailand (2) - Ukraina (6) - USA (8) - Uruguay (1) - Venezuela (1) - Jugoslavien (2) - Zimbabwe (1) |